# Alexander August Christian von Humbracht
Alexander August Christian Freiherr von Humbracht (* 1727; † 27. Februar 1774) war ein kaiserlich österreichischer Offizier und Träger des Maria Theresia-Ordens.

## Leben und familiäres Umfeld
Alexander von Humbracht entstammte einer alten Frankfurter Patrizierfamilie, die seit 1427 zur Adeligen Ganerbschaft des Hauses Alten-Limpurg gehörte, von der auch mehrere Zweige aus Frankfurt abwanderten und preußische und österreichische Linien begründeten. Alexander August Christian von Humbracht gehörte der Österreichischen Linie an. Er wurde am 28. August 1727 in Arolsen als Sohn des Fürstl. Waldeckischen Stallmeisters Hieronymus August von Humbracht(1690–1739) und der Elisabeth Oberzeller(1691–1740) geboren. Er starb am 27. Februar 1774 in Hermannstadt in Siebenbürgen. Verheiratet war er seit dem Dezember 1752 mit Elisabeth Wiedensperger von Wiedensperg.

## Militärische Laufbahn

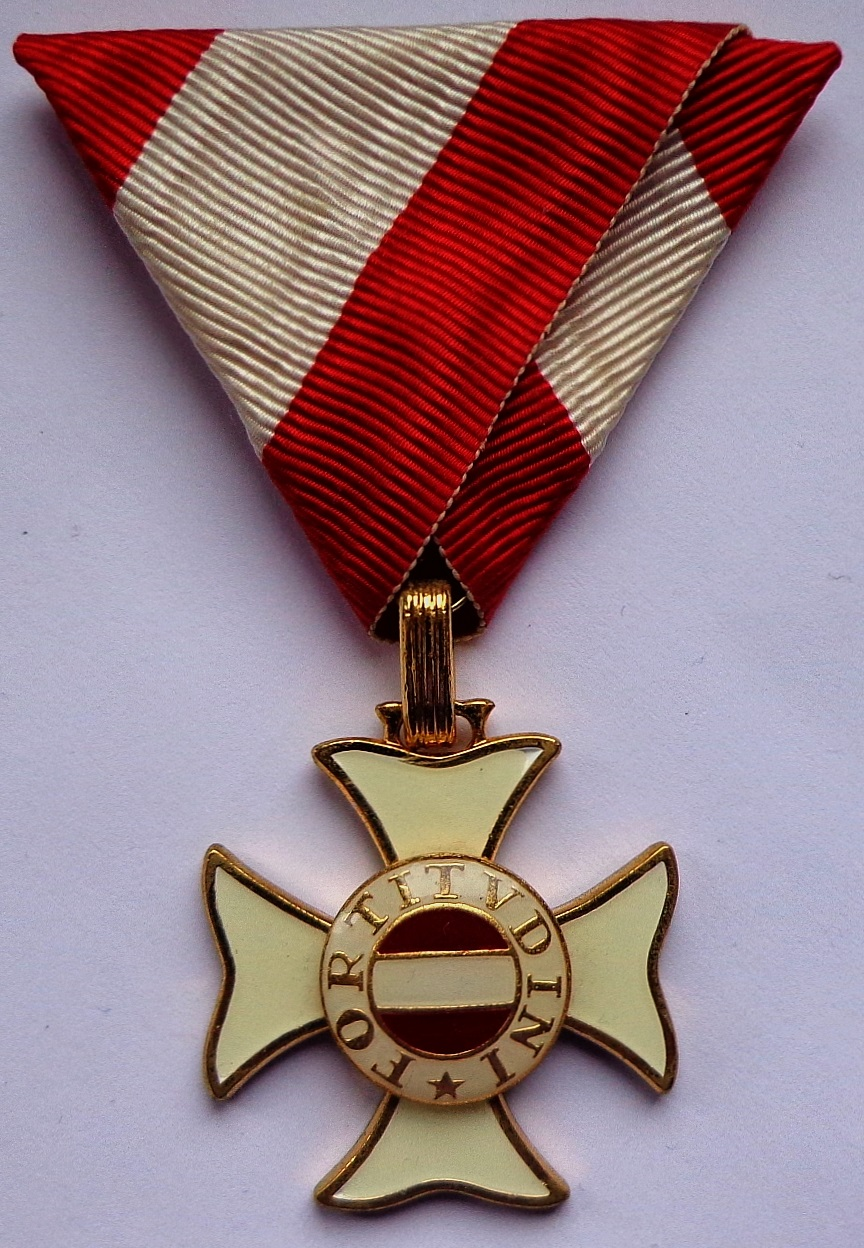
Ritterkreuz des Militär-Maria-Theresien-Ordens

Alexander von Humbracht wählte den Soldatenberuf. Obwohl protestantischer Konfession, trat er  mit 17 Jahren in kaiserliche Dienste und wurde 1744 Leutnant im Infanterie-Regiment Nr. 25 (Fürst Piccolomini). Im Österreichischen Erbfolgekrieg kämpfte er an den verschiedensten Kriegsschauplätzen für Maria Theresia, zuerst gegen die Preußen in der Schlacht bei Kesselsdorf, dann gegen die Franzosen in der Schlacht bei Rocourt, der Schlacht bei Lauffeldt und schließlich bei der Belagerung von Bergen op Zoom (1747). Nach der Beendigung dieses Krieges durch den Frieden von Aachen (1748) wurde er Hauptmann im Grenadier-Regiment Nr. 25 (Graf von Thürheim). Mit diesem Regiment zog er 1756 in den Siebenjährigen Krieg. Er zeichnete sich erst in der Schlacht bei Breslau am 22. November 1757, als er eine preuß. Fahne eroberte, dann besonders in der Schlacht bei Leuthen aus. In dieser Schlacht stand er mit seinem Regiment auf dem linken Flügel des Schlachtfeldes, der besonders heftig von den Preußen angegriffen wurde. Auf Grund seines persönlichen Einsatzes hielt das Regiment, das in Gefahr stand, vernichtet zu werden, stand, bis es sich geordnet zurückziehen konnte.
In der für Preußen verlorenen Schlacht bei Hochkirch 1758 bildete seine Kompanie die erste Angriffswelle. Trotz zahlreicher Verletzungen stürmte er mit seiner Truppe voran und eroberte eine wichtige Anhöhe. Für seine Tapferkeit wurde er deshalb am 23. Januar 1760 mit dem Ritterkreuz des Maria Theresia-Ordens ausgezeichnet. 1764 wurde er Major, 1770 Oberst, 1773 Kommandeur des Infanterie-Regiments Graf Pellegrini und Taktiklehrer Kaiser Josephs II. Sein Regiment wurde in Hermannstadt stationiert, wo er 1774 an den Folgen seiner zahlreichen Verwundungen verstarb.
Neben der Verleihung des Maria Theresia-Ordens wurde er zusätzlich für seine Verdienste geehrt, indem er am 23. März 1765 in den erblichen Reichsfreiherrenstand erhoben wurde.